# 陸軍将軍
陸軍将軍 (りくぐんしょうぐん)または軍将軍 (ぐんしょうぐん)とは軍隊の階級の一でフランス革命方式 (French Revolutionary System)と呼ばれる将官の階級呼称方法における軍司令官級の将官の呼称とされるが、実際には部隊階梯よりも将官の最高位としての意味合いで使用される傾向が強く、フランスやイタリアなどでは軍団将軍の上位、軍団将軍の階級を使用していない国々、スペインでは旧欧州方式の呼称である中将が、ブラジルやチリなどでは中将位である師団将軍のすぐ上に位置する。通常軍司令官以上、師団将軍のすぐ上に本階級がある国では軍団長以上の要職を務める。英呼称はArmy generalで、アメリカ陸軍の元帥の呼称General of the armyと混同しないよう注意が必要である。北大西洋条約機構の階級符号 (NATO階級符号)ではOF-9で基本的に大将に相当する。なお、台湾陸軍および空軍のフランス革命方式での呼称では一級上将に用いられる。またロシア連邦などの陸軍および空軍では上級大将として大将位であるColonel generalの上位階級となっている。

## イタリア
- 陸軍 : Generale d'armata
- 空軍 : Generale d'armata aerea

上記の階級は本来大将に相当するが、他国と趣が異なり、元帥と同じく戦功によって到達できる名誉階級という扱いである。1947年に元帥とともに廃止された。
- 陸軍 : Generale (di corpo d'armata) designato d'armata
- 空軍 : Generale (di squadra aerea) designato d'armata aerea

こちらは名誉大将というべきもので、カッコ内の部分を加えて表示する場合もある。大将が戦功によってしか昇任できないため、名目上大将としての待遇を与えた暫定的な階級である。現在は陸軍がGenerale di corpo d'armata con incarichi speciali、空軍はGenerale di squadra aerea con incalichi specialiがこれに対応している。

## フランス
(准将#歴史)も参照。
兵科最先任将官に与えられる称号である上級大将 (Colonel-général) は1830年以降、叙任者がおらず、自然消滅の形で廃止され、1848年2月18日には大将 (Général en chef) も廃止されたため、当時中将位 · であった師団将軍が最高位であった。しかし、第一次世界大戦では軍集団にまで規模が膨れ上がり、また連合国の将官との階級バランス上の問題もあったため、応急的な措置として下掲ミッチェラー将軍やデリグニー将軍の画像のように星章の上あるいは下に横棒一本付け加えた、Général de division ayant un commandement spérieur (より上級の部隊の指揮権を持つ師団将軍)を大将位とした。この事を踏まえて1921年に大将 (Général commandant un corps d'armée) および上級大将 (Général commandant une armée) を役職に応じて中将に与えられる地位と称号 (rang et appellation) として制定した。現呼称へは1939年に改められた。日本語での現呼称はNATO加盟諸国との人事バランスに合わせたことでそれまでの呼び方を改められたものである。
　
- 陸軍 : Général d'armée
- 空軍 : Général d'armée aérienne
- 国家憲兵隊 : Général d'armée

陸軍階級章
空軍階級章
国家憲兵隊階級章
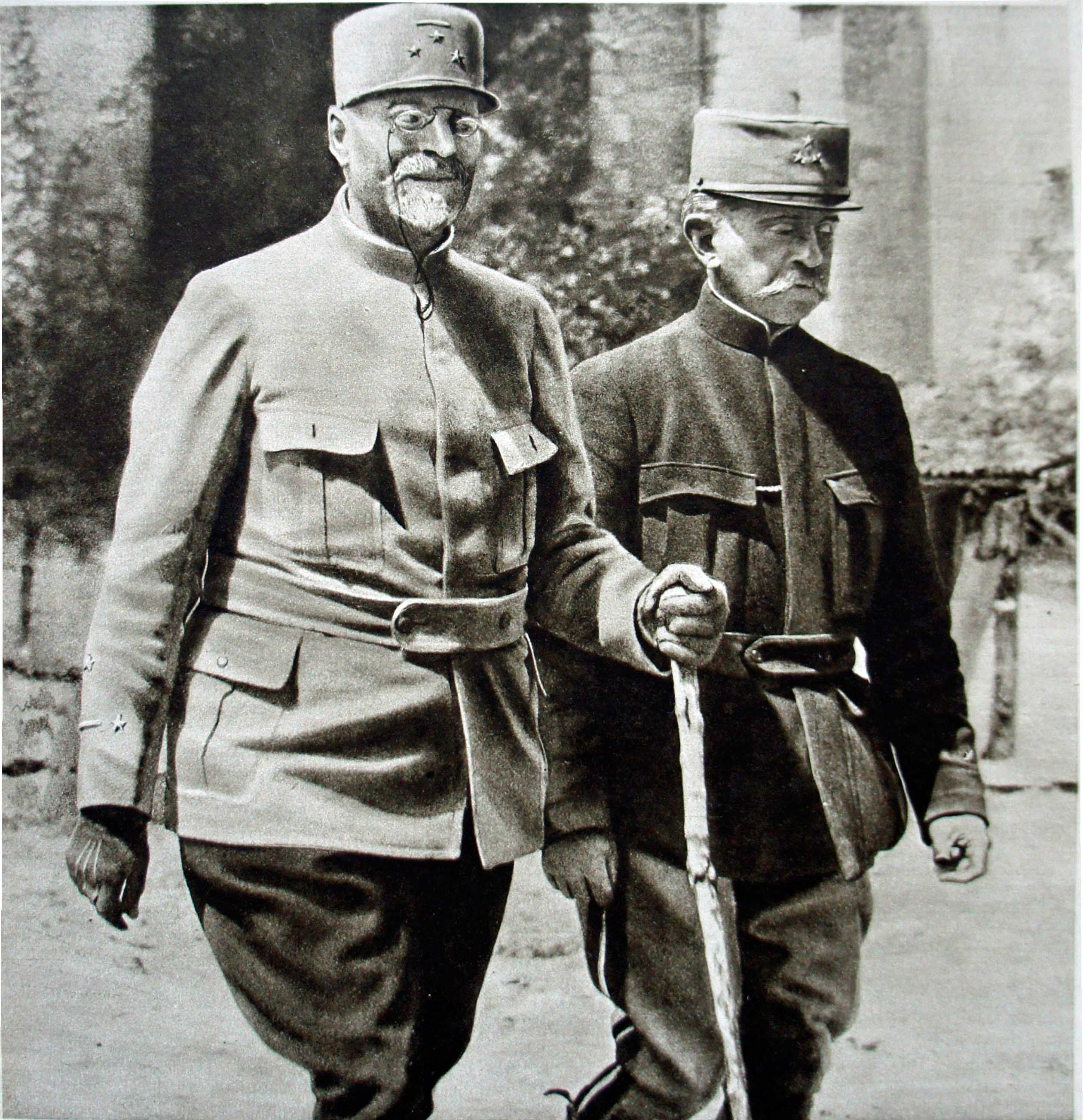
第38軍団長、第5軍司令官を歴任したミッチェラー将軍(左の人物)
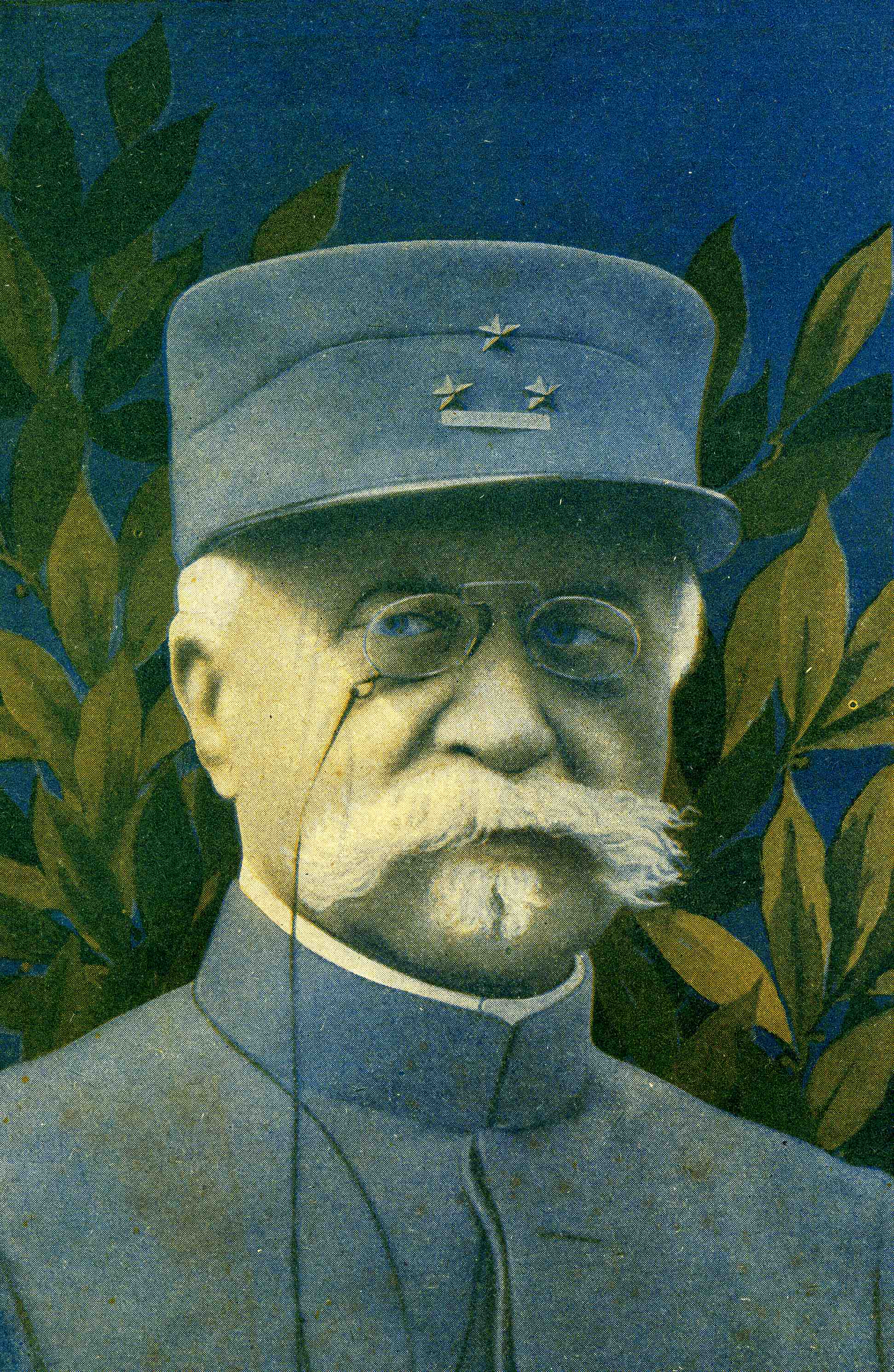
第1、第39軍団長を歴任したデリグニー将軍
第一次世界大戦における大将勤務師団将軍の袖章

## スペイン
参考として空軍の階級呼称も掲載。
- 陸軍 : General de ejército
- 空軍 : General del aire

陸軍階級章
空軍階級章

スペインでは陸軍のみ使用。中将のすぐ上の階級となる。本階級は1999年に制定された。国軍参謀総長、陸軍参謀総長および空軍参謀総長の指定階級で、それ以前はこれらの職にあった中将を大将待遇とするのみだった。

## ブラジル
参考として空軍の階級呼称も掲載。
- 陸軍 : General de exército
- 空軍 : Tenente-brigadeiro

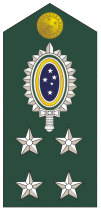
陸軍階級章
空軍階級章

ブラジルも陸軍のみ使用。師団将軍のすぐ上の階級となる。

## チリ
呼称方法は陸軍、空軍ともスペインと同様。師団将軍のすぐ上の階級となる。旧呼称はTeniente generalで、2002年に現呼称に改称された。

陸軍階級章
空軍階級章